# 比加斯·卢纳
比加斯·卢纳（另译作比格斯·鲁纳，1946年3月19日—2013年4月5日），西班牙知名电影导演、编剧，他编剧并执导的电影《火腿，火腿》曾获1992年威尼斯电影节银狮奖，创作风格以情色描绘和社会写实见长。

## 生平
在进入电影行业之前，比加斯·卢纳最早从事设计行业，在1969年他创建了Estudio Gris with Carlos Riart工作室，致力于工业设计和室内设计，并取得了一定的成绩，其设计的家具作品和工业产品都曾获得国际奖项，部分作品还被西班牙达利艺术馆收藏。
在比加斯·卢纳的设计作品中，他逐渐表现出对概念艺术和新兴的视觉技术的极大兴趣，1970年代初期，比加斯·卢纳开始尝试影视创作，并拍摄了几部短片。
1976年，比加斯·卢纳完成了他的长篇处女作《纹身》，进入到电影创作的行列。1978年，比加斯·卢纳的电影《毕尔巴鄂》上映，该片成功刻画了一个绑架妓女来释放性压抑的男人，成为比加斯·卢纳第一部真正成名的作品，此片也奠定了比加斯·卢纳的创作风格，他之后的许多作品都始终围绕着社会压抑背景下的性爱和情感缺失的主题展开。
1980年，比加斯·卢纳开始前往好莱坞发展，执导由美国演员丹尼斯·霍珀主演的电影《重生》，但票房获得惨败，比加斯·卢纳也再次重返国内，在短暂拍摄几部电影之后，1986年比加斯·卢纳退出电影届返回家乡专心从事绘画工作。
1990年，在西班牙电影制作人Andrés Vicente Gómez的劝说下，比加斯·卢纳再次复出。当年，电影《露露情史》上映，该片采用大胆而直白的情色描写，并有诸多性虐场景，曾引起巨大争议。1992年《火腿，火腿》上映，获得巨大成功，比加斯·卢纳借此获得威尼斯电影节银狮奖最佳导演奖，成功跻身世界级导演行列。之后，比加斯·卢纳又陆续执导了1993年的《金球》和1994年的《乳房与月亮》，这三部影片也以对西班牙乡土式性爱欢愉这一共同主题的描绘，一起组成了比加斯·卢纳著名的“伊比利亚三部曲”。

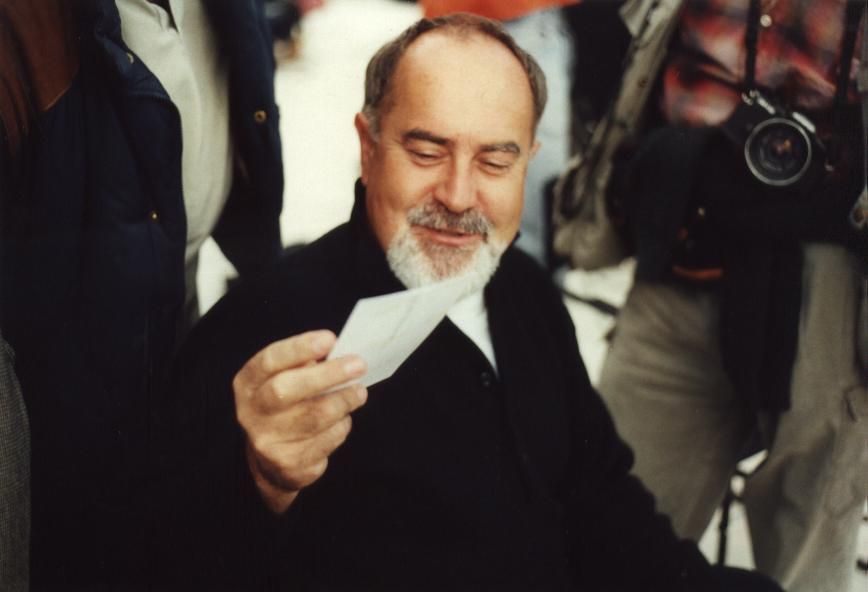
2005年

2010年上海世博会上，比加斯·卢纳作为西班牙导演的代表人物，负责导演西班牙馆展示的三部曲的第一部“起源”主题，他采用超过20台投影设备，成功将弗拉明戈、毕加索和足球用影像串联。
2013年4月5日，比加斯·卢纳于加泰罗尼亚塔拉戈纳省拉列拉德盖阿的家中逝世，他曾长期罹患白血病，逝世前仍忙于自己的新片《第二起源》（Segon Origen）。
比加斯·卢纳的妻子为西莉亚（Celia），有三个女儿。

## 主要作品及荣誉
- 《纹身》（Tatuaje，1976年），导演；
- 《无耻的故事》（Historias impúdicas，1977年），导演；
- 《毕尔巴鄂》（Bilbao，1978年），导演；
- 《卷毛狗》（Caniche ，1979年），导演；
- 《重生》（Renacer，1981年），导演；
- 《洛拉》（Lola，1986年），导演；
- 《凶眼》（Anguish，1987年），导演兼编剧；
- 《露露情史》（Las edades de Lulú，1990年），导演兼编剧，1991年第五届哥雅奖最佳女配角奖；
- 《火腿，火腿》（Jamón, jamón，1992年），导演兼编剧，1992年第49届威尼斯国际电影节银狮奖；
- 《金球》（Huevos de oro，1993年），导演；
- 《乳房与月亮》（La teta y la luna，1994年），导演，1994年第51届威尼斯国际电影节金奥赛拉奖 （Golden Osella） 最佳编剧奖；
- 《班宝拉》（Bámbola，1996年），导演；
- 《泰坦尼克号上的女佣》（La camarera del Titanic，1997年），导演兼编剧，1997年第12届哥雅奖最佳改编剧本奖，1997年开罗国际电影节最佳导演奖；
- 《宫廷怨史》（Volavérunt，1999年），导演；
- 《海之声》（Son de mar，2001年），导演，2002年第17届哥雅奖最佳改编剧本奖提名；
- 《我是乔安妮》（Yo soy la Juani，2006年），导演，2006年第21届哥雅奖最佳新人女演员提名；
- 《迪迪好莱坞》（DiDi Hollywood，2010年），导演。